# تاريخ الويكا
يوثق تاريخ الويكا ظهور ديانة الويكا الوثنية الجديدة والأديان ذات الصلة بالسحر الوثني الجديد. نشأت ويكا في أوائل القرن العشرين، عندما تطورت في الاجتماعات السرية للسحرة في إنجلترا إذ بنوا معتقداتهم وممارساتهم الدينية على ما قرؤوه من أعمال حول طقوس السحر التاريخية المذكورة في أعمال كتّاب من أمثال مارغريت موراي. لاحقاً روّج لها في الخمسينيات من قِبل العدد من الشخصيات المعروفة، ولا سيما جيرالد غاردنر.
نشر غاردنر مفهوم ويكا، تقليد الغاردنري، مع أتباعه مثل الأميرات دورين فالينت، باتريكا كروثر، وإيلانور بون في عدة أجزاء من الجزر البريطانية ومناطق أخرى الناطقة باللغة الإنجليزية وبلدان من أنحاء العالم. في الستينيات من القرن العشرين ظهرت شخصيات جديدة في بريطانيا عممت مفاهيمها الخاصة بالديانة، منهم روبرت كوكران، وسيبل ليك، وأليكس ساندرس وبدأت المنظمات بنشرها، مثل منظمة البحث في فن السحر. خلال هذا العقد تم نقل الإيمان إلى الولايات المتحدة، حيث جرى تكييفه مع تقاليد جديدة في العقود التي تلت ذلك، وشُكلت منظمات مثل ميثاق الآلهة.
منذ سبعينيات القرن العشرين بدؤوا بنشر الكتب مثل بول هوسون، سكوت كُنِنغهام وستيوارت وجانيت فارار اللذين شجعا البدء الذاتي بالفن، مما أدى إلى زيادة عدد المنتسبين وتطور التقاليد. مع تزايد شعبية ويكا استُخدم كأساس للأفلام والبرامج التلفزيونية الأميركية القائمة على السحر، مما أدى لزيادة مكانتها خاصة بين الشباب في التسعينيات من القرن العشرين.
منذ أوائل التسعينيات نشر المؤرخون دراسات وبجوث في تاريخ ويكا، منهم الأمريكي إيدان كيلي والبريطاني رونالد هوتون وفيليب هيسلتون.

## الخلفية

### محاكمات الساحرة الحديثة
خلال القرنين السادس عشر والسابع عشر وقع ذعر أخلاقي واسع في جميع أنحاء أوروبا والمستعمرات الأمريكية. أدت الاضطرابات الاجتماعية والسياسية التي تلت فشل المحاصيل والحرب والمرض إلى اتهام العديد من الرجال والنساء بممارسة الشعوذة ما أدى لمحاكمات السحرة في بواكير العصر الحديث. حوكم المتهمون وزُعم أنهم سحرة عبدة الشياطين ومرتكبي أعمال شيطانية شملت أكل لحوم البشر – الأطفال وتدنيس القربان المقدس. ما بين 40,000 و60,000 من النساء أُعدموا بسبب السحر خلال هذه الفترة.
يتفق معظم العلماء على أن التجارب السحرية كانت نتيجة لحوادث هستيريا منعزلة في المجتمعات الريفية النائية. في حين أن العديد المتهمين اعترفوا بمختلف أنواع السحر والشيطنة، وكل هذا حدث تحت التهديد بالتعذيب، المؤرخين اتفقوا على أنه لا يوجد دليل على أن أي من الضحايا كانوا يمارسون السحر الحقيقي أو الممارسات الدينية أو السحرية اللامسيحية.

### فرضية عبادة السحر

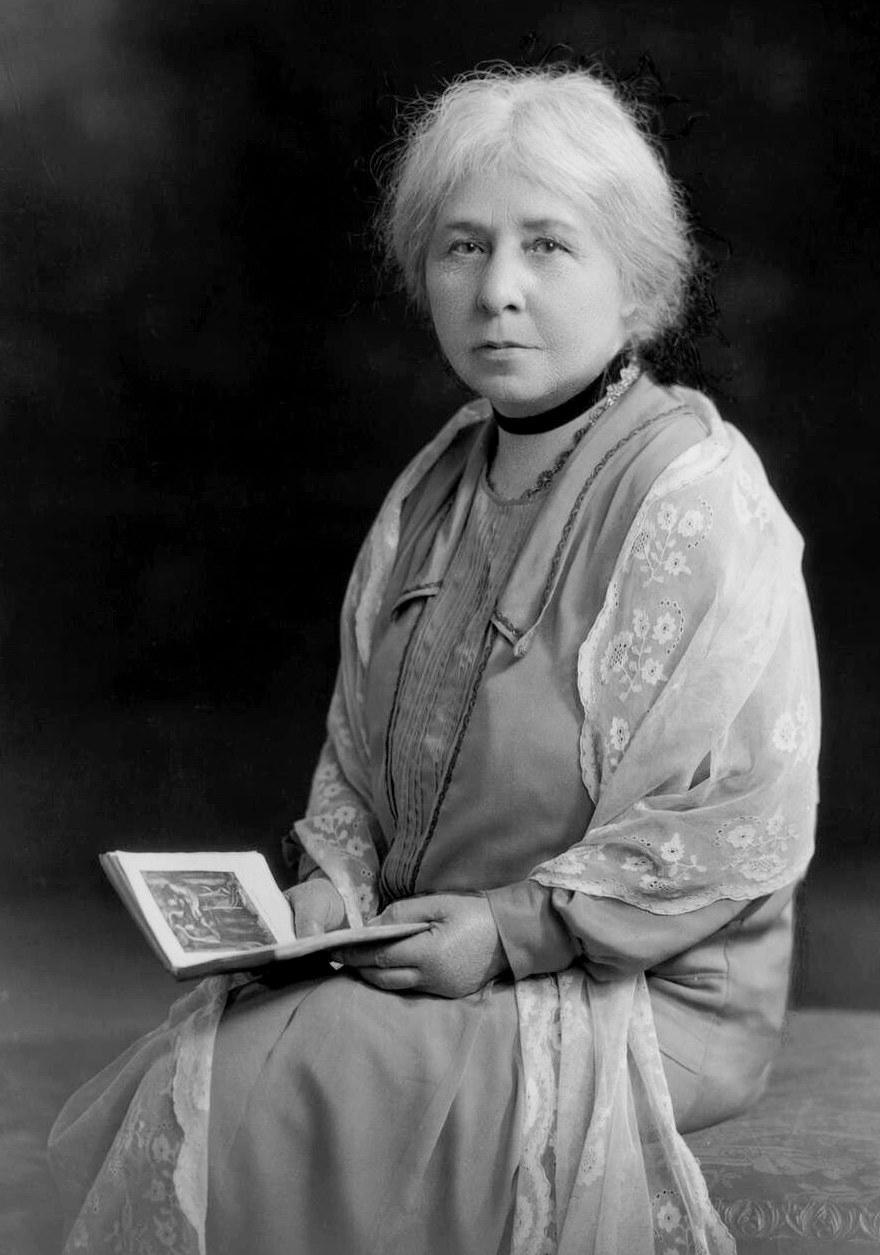
مارغريت موراي (1863-1963).

قدّم البروفيسور كارل إرنست جارك عام 1828 تفسيرًا بديلًا لتجارب السحرة الحديثة والمعروفة باسم فرضية عبادة السحر. ادعت فرضية جارك أن ضحايا المحاكمات السحرية الحديثة لم يكونوا أبرياء محاصرين من الذعر الأخلاقي، لكن أعضاء في الديانة الوثنية غير الأوروبية المعروفة سابقاً كانوا مسيحيين مسبقاً، تعرضوا للاضطهاد من قبل الكنيسة المسيحية كديانة منافسة، قيدت أخيراً لتحت الأرض، حيث نجت سراً ريثما يُكشف عنها في اعترافات المتهمين في محاكمات السحرة. أيد هذه الفكرة المؤرخ الألماني فرانز جوزيف موني والمؤرخ الفرنسي جول ميشليه. في أواخر القرن التاسع عشر، جرى تبني اختلافات حول هذه الفرضية من قبل اثنين من الأمريكيين، ماتيلدا جوسلين غيج وتشارلز ليلاند، وقد روج له الأخير في كتابه أراديا عام 1899 أو إنجيل الساحرات.
كانت الداعية الأبرز والأكثر نفوذاً لفرضية عبادة السحر هي عالمة المصريات الإنجليزية مارغريت موراي، التي روجت لها من خلال سلسلة من الكتب (وأبرزها كتاب عبادة السحر في أوروبا الغربية، وكتاب الإله والسحرة). كانت الكتب التي ألفتها موراي مصادر للعديد من الزخارف المعروفة التي دُمجت غالبًا في ديانة الويكا. طوّرت موراي فكرة أن يكون للمجموعة 13 عضو، بناءً على شاهد واحد من السحرة في إحدى المحاكمات، وكذلك تأكيدها على أن المجموعة تجتمع أربع مرات في السنة.
اهتمت موراي بإسناد تفسيرات احتفالية طبيعية أو دينية لبعض الأوصاف الأكثر روعة التي عُثر عليها في شهادة تجربة السحرة. واقترحت موراي باستناد جزئي على عمل جيمس فريزر في كتابه غولدن بو (الغصن الذهبي)، أن السحرة المتهمين في المحاكمات الحديثة لم يكونوا في الحقيقة شياطين، لكنهم يعبدون إله ما قبل المسيحية مرتبطًا بالغابات والعالم الطبيعي. أسمته موراي إله يانوس (أو ديانوس، وفق ما اقترح لفظه فريزر)، وصفته بإنه «إله ذو قرون» من البراري لسهولة شرح أوصاف الشيطان حسب اعترافات السحرة. لأن المتهمين بالسحر وصفوا اجتماعات السحرة بأنها اجتماعات جنسية وعلاقات مع الشيطان، اقترحت مرواي بأن يمثل قس ذكر الإله ديانوس في كل اجتماع للسحرة. مرتديًا قرونًا وجلود حيوانات، وينخرط بأفعال جنسية مع نساء. فسرت موراي الانخراط بالأفعال الجنسية مع الشيطان بالبرود والألم ما أجبر القس أحياناً أن يستخدم أدوات اصطناعية مع السحرة بسبب تعبه من الاستمرار. بعكس معظم ممارسات السحر الدينية الحديثة، فإن مفهوم موراي لعبادة السحرة كان أبوياً. وكانت الساحرات يعبدن إلهاً واحداً، برغم وجود شخصية أنثوية عُرفت بـ «البكر» تحضر الاجتماعات، لكن موراي لم تعتبرها مُملة للآلهة. بهذه الطريقة، استندت فرضية موراي بتفسيراتها على التجارب السحرية، وهذا تفسير مختلف تماماً عن اعتقاد ليلاند في عبادة السحر المتركزة على آلهة تركز على ديانا وأرادا، المستمدة من الممارسات الشعبية الإيطالية الريفية المزعومة.